# Сэйдж, Грег
Грег Сейдж (англ. Greg Sage, США) — американский музыкант, гитарист и вокалист, а также автор песен. Считается, что именно он оказал важное влияние на многих панк-рок и пост-панк музыкантов. В период с 1977 по 1988 год, Сейдж был главным автором и исполнителем песен группы Wipers, образовавшейся в Портленде, штата Орегон.
Настроение в текстах Грега Сейджа часто темное, и изобилует ссылками к социальной изоляции, смущения, фрустрации и непонимания. Структура его песен часто принимает неожиданные повороты, ей характерны сломанные, мелодичные пассажи, акцентированные на тяжелом и перегруженном звучании, а также сложные гитарные партии, проигранные на Gibson SG.
Карьера Сейджа в музыке началась в 17 лет, когда ему довелось участвовать в записи полноформатного альбома борца, а также музыканта — Борегарде, которого тот взял после прослушивания для своего проекта..
Примечательно также то, что Грег Сейдж играет левой рукой, хотя в жизни он правша.

## The Wipers
С самого начала Сэйдж создавал группу Wipers в качестве студийного проекта, а не как «рок-группу» в полном смысле этого слова — его сверхзадачей было выпустить 15 альбомов за 10 лет, полностью исключив традиционные гастроли и фотосессии. 

## Как продюсер
В 1985 году выступил в качестве продюсера для дебютного альбома группы Beat Happening - Beat Happening(1985). Так же помог им в качестве звукоинженера. Запись проходила в заброшенной пожарной станции в Вашингтоне. 

## Дискография
- Straight Ahead (1985)
- Sacrifice (For Love) (1991)